# Larabanga
Larabanga ist ein Dorf im Nordwesten Ghanas und liegt rund 6 km südlich des Mole-Nationalparks im West Gonja District der Savannah Region.

## Geografie
Der Ort liegt an der Straße, die südlich Tamale von der Hauptstraße nach Westen abzweigt und weiter nach Wa führt.

## Bevölkerung
Spätestens seit dem 17. Jahrhundert ist Larabanga ein Siedlungszentrum der Kamara.

## Moschee von Larabanga

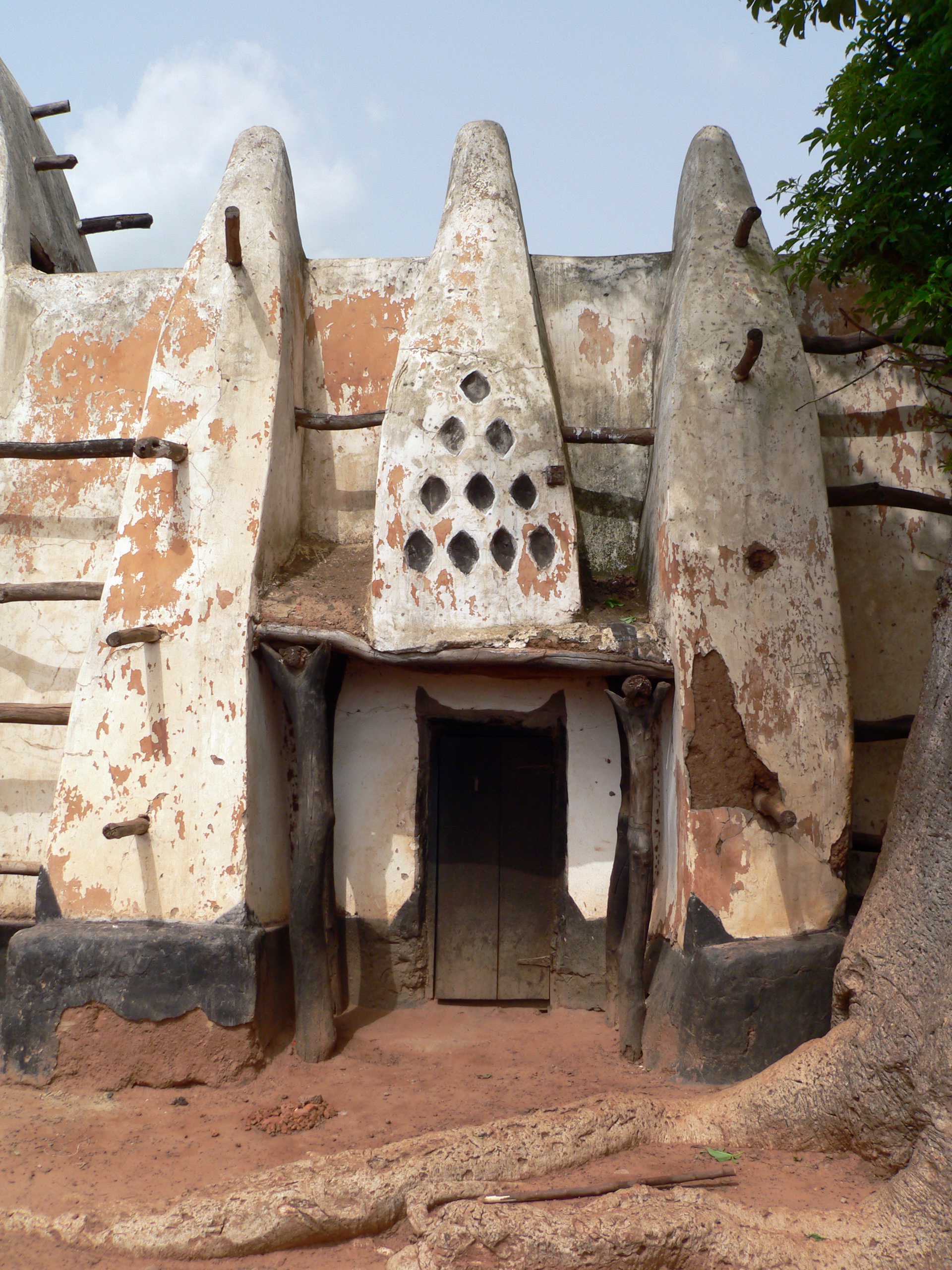
Fraueneingang der Moschee

Bekannt ist das muslimische Dorf durch seine alte Moschee. Die Moschee von Larabanga soll nach einer Legende 1421 errichtet worden sein. Sie enthält eine sehr alte Ausgabe des Koran. In jedem Fall handelt es sich um die älteste Moschee Ghanas.
2002 wurde die Moschee in Larabanga vom World Monuments Fund auf die Liste der 100 am stärksten gefährdeten Kulturgüter der Welt gesetzt. 